# Digital Light Processing
Pour les articles homonymes, voir DLP.

Logo de la technique DLP.

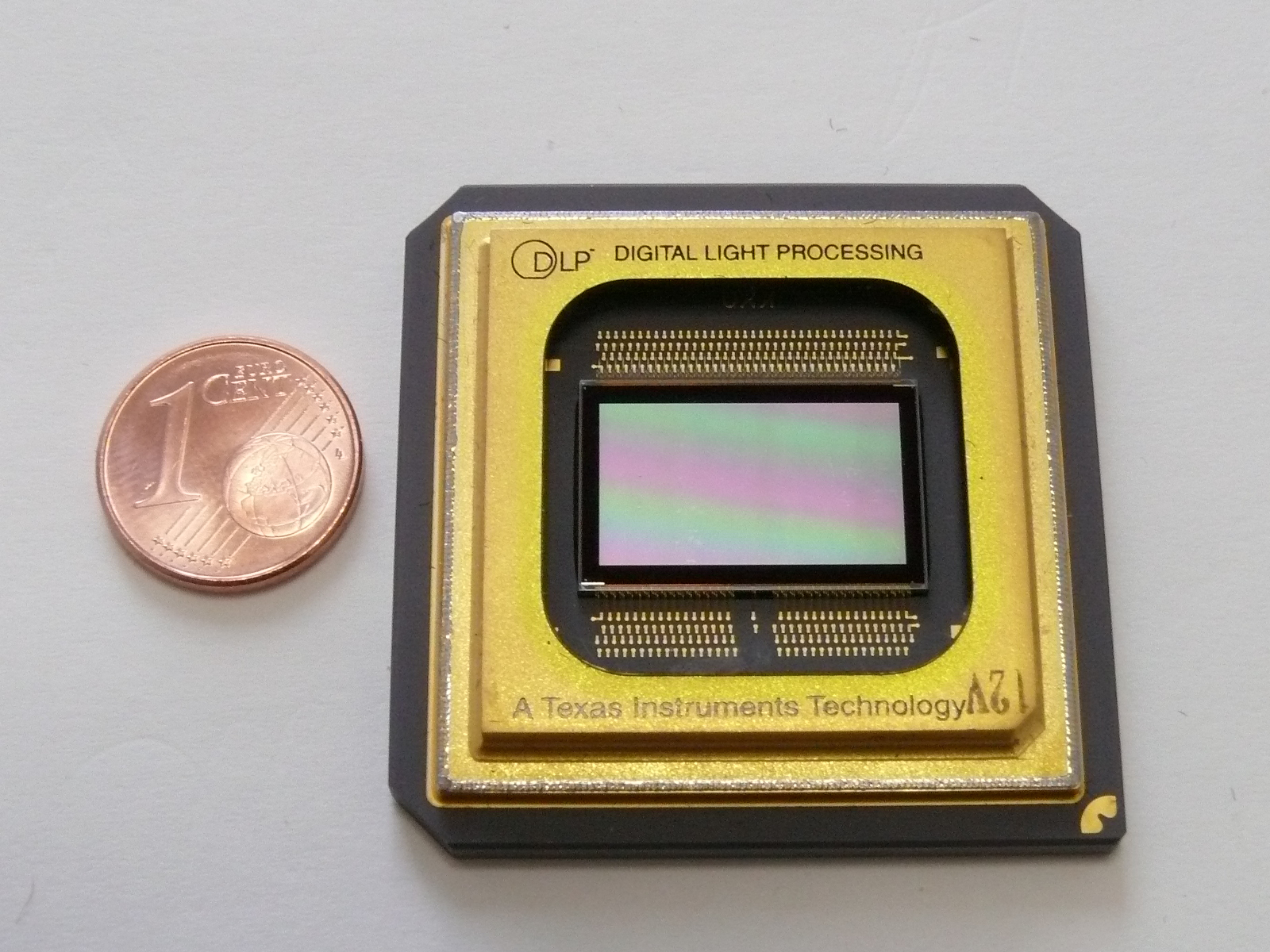
Puce DLP.

Le Digital Light Processing (DLP, qu'on pourrait traduire par « traitement numérique de la lumière ») est une technique de projection d'images reposant sur l'utilisation d'une puce contenant des miroirs orientables. À l'origine, cette technique a été mise au point par l'entreprise américaine Texas Instruments (TI) en 1987 et plus particulièrement par le Dr Larry Hornbeck. Texas Instruments est le principal fabricant de cette technique.

## Fonctionnement

Fonctionnement d'une puce DLP à quatre miroirs.

### Puce DLP
La puce DLP est constituée d'un quadrillage de miroirs mobiles (Matrice de micro-miroirs) montés sur charnière. Il est possible de mettre jusqu'à huit millions de miroirs sur une puce. Chaque miroir représente un pixel de l'image, et peut prendre deux orientations différentes : soit il réfléchit la lumière d'une source brute (lampe) vers l'objectif de projection, soit il réfléchit cette lumière vers une surface qui absorbe les rayons. On obtient ainsi la projection d'un point blanc, ou d'un point noir.
Chaque miroir de la puce peut s'activer et se désactiver plusieurs milliers de fois par seconde. Ainsi, si un miroir reste plus longtemps en position activée qu'en position désactivée durant 1/25e de seconde (persistance rétinienne), le pixel sera gris clair. Une puce DLP peut restituer jusqu'à 1 024 niveaux de gris.

### Projecteur DLP

#### Projecteur mono-DLP
La lumière, émise par une lampe, passe à travers une roue chromatique (rouge, vert, bleu), et éclaire la puce DLP. Cette puce traite ainsi alternativement chaque couleur. Le mélange de l'ensemble des images monochromatiques sortant de la puce DLP donne une image naturelle grâce à la persistance rétinienne.
Une puce DLP peut donc restituer les 16,7 millions de couleurs d'un Blu-ray et jusqu'à 1 0243 soit un peu plus d'un milliard de couleur pour le cinéma numérique

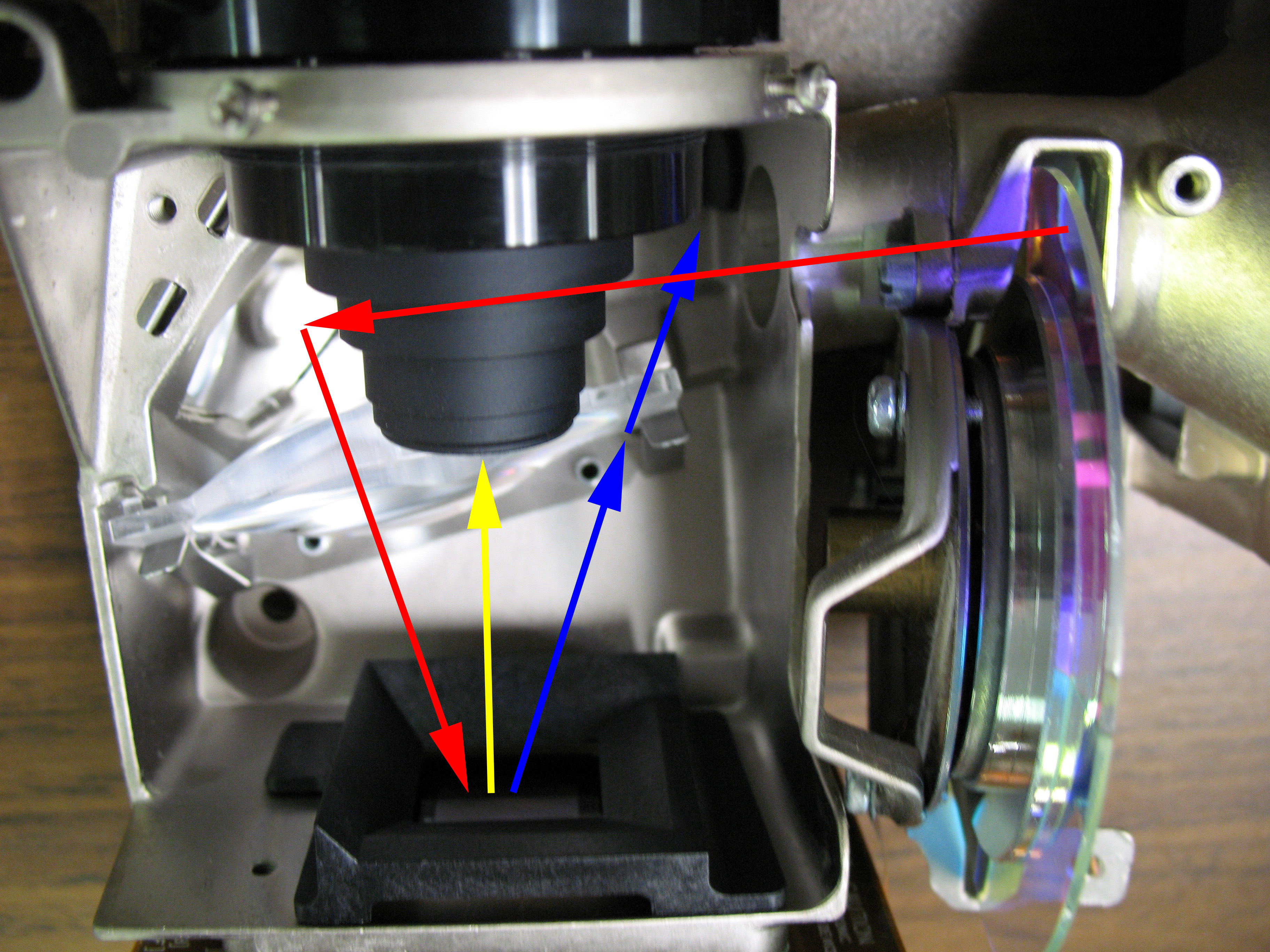
Trajet de la lumière dans un vidéoprojecteur mono-DLP :
sortie de la roue chromatique
lumière dirigée vers l'objectif
lumière absorbée (pixel noir)

#### Projecteur tri-DLP
Lorsqu'il est nécessaire d'obtenir une forte luminosité, les fabricants de vidéoprojecteurs ont recours à trois puces DLP, qui traitent chacune une couleur fondamentale. L'ensemble des images traitées est mélangé dans un prisme, puis traverse l'objectif. Cette configuration permet surtout de projeter chaque canal RVB, simultanément, et non séquentiellement, sans l'effet d'arc-en-ciel dû à la succession des images RVB, auquel certains spectateurs sont sensibles, surtout dans les films et vidéos en noir et blanc.
C'est cette puce qui est universellement utilisée dans les projecteurs professionnels de salles de cinéma numérique.

#### Synchronisation 3D DLP Link
Adaptée à la projection vidéo stéréoscopique (relief / 3D), la fonctionnalité complémentaire DLP Link exploite un signal lumineux (rouge ou blanc) non perceptible par le spectateur mais détecté par une cellule intégrée aux lunettes actives de type à obturation LC.

### Source de lumière
La technique DLP est indépendante de la source lumineuse et peut donc être utilisée avec une variété de sources lumineuses. Historiquement, la principale source de lumière utilisée sur les systèmes d'affichage DLP était une lampe à arc au xénon haute pression remplaçable (contenant un tube à arc en quartz, un réflecteur, des connexions électriques et parfois un écran en quartz / verre), alors que la plupart des pico-projecteurs DLP utilisent des LED ou des lasers haute puissance comme source d'éclairage.

#### Utilisation de lampes au xénon
Pour les lampes à arc au xénon, une alimentation à courant constant est utilisée, qui commence avec une tension en circuit ouvert suffisamment élevée (entre 5 et 20 kV, selon la lampe) pour provoquer un arc entre les électrodes, et une fois que l'arc est établi, la tension aux bornes de la lampe chute à une valeur donnée (typiquement 60 volts) tandis que le courant augmente jusqu'à un niveau requis pour maintenir l'arc à une luminosité optimale. À mesure que la lampe vieillit, son efficacité diminue en raison de l'usure des électrodes, ce qui entraîne une réduction de la lumière visible et une augmentation de la quantité de chaleur perdue. La fin de vie de la lampe est généralement indiquée par une LED sur l'unité ou un avertissement textuel à l'écran, nécessitant le remplacement de la lampe.
Le fonctionnement continu de la lampe au-delà de sa durée de vie nominale peut entraîner une diminution supplémentaire de l'efficacité, le faisceau de lumière peut devenir irrégulier et la lampe peut éventuellement devenir suffisamment chaude au point que les fils d'alimentation peuvent faire fondre les bornes de la lampe. Finalement, la tension de démarrage requise augmentera également au point où l'allumage ne pourra plus se produire. Des protections secondaires telles qu'un moniteur de température peuvent arrêter le projecteur, mais un tube à arc en quartz thermiquement sollicité peut également se fissurer ou exploser. Pratiquement tous les boîtiers de lampes contiennent des barrières résistantes à la chaleur (en plus de celles de la lampe elle-même) pour empêcher la dispersion des fragments de quartz chauffés au rouge.

#### Utilisation de LEDs
Lorsqu'un fabricant désire concevoir un projecteur compact à usage nomade (pico-projecteur), les contraintes en autonomie, en compacité et en dissipation thermique l'obligent à recourir aux diodes électroluminescentes comme sources lumineuses. Des diodes vertes, rouges et bleues sont utilisées à la place de la lampe et de la roue chromatique. Elles s'allument alternativement en fonction de la composante de l'image à restituer.

#### Utilisation deLasers
Le premier téléviseur HD DLP à base de laser disponible dans le commerce fut le Mitsubishi L65-A90 LaserVue en 2008, qui a également éliminé l'utilisation d'une roue chromatique. Trois lasers couleur distincts éclairant le dispositif à micro-miroirs numérique (DMD) de ces téléviseurs à projection, produisent une palette de couleurs plus riche que les autres méthodes. 

## DLP Cinema
Il s’agit de la technique développée par Texas Instruments et utilisée dans le domaine cinématographique professionnel. 
Chronologiquement, les premières expériences sont réalisées : en Amérique du Nord, le 18 juin 1999, avec la démonstration publique de la technique DLP Cinema de Texas Instruments dans deux salles à Los Angeles et New York pour la sortie du film de George Lucas Star Wars, épisode 1 : La Menace fantôme ; en Europe, le 2 février 2000, avec démonstration publique de la technique DLP Cinema de Texas Instruments par Philippe Binant sur un écran à Paris pour la sortie du film Toy Story 2.
En 2014, Texas Instruments annonce avoir équipé 100 000 écrans dans le monde par le biais des ventes de ses distributeurs Barco, Christie et NEC.